# مکتب چندگانه‌گرایی
مکتب چندگانه‌گرایی یکی از مکاتب فلسفی پیشاسقراطی بود که درصدد وحدت‌بخشی به پاسخ‌های افراط‌گرایانهٔ هراکلیتوس و الئاییان به مسئلهٔ ثبات و تغییر برآمد.
وجه اشتراک چندگانه‌گرایان در باور به عناصر و ریشه‌های گوناگون برای مواد و ردّ یگانه‌انگاری بود. امّا آنچه که ایشان را از هم متمایز می‌کند، تعداد ریشه‌های اولیه و ساختار هر مادّه‌است.
آناکساگوراس تعداد ریشه‌ها را به‌طور نامحدود بالا برد. می‌گفت همهٔ مواد شامل همهٔ ریشه‌ها و عناصر اولیّه هستند؛ امّا هر مادّه‌ای را که در نظر بگیریم، آن عنصری جلوه می‌کند که آن مادّه از آن بیش از سایر عناصر بهره برده‌است. 
مادّه تا بی‌نهایت بخش‌پذیر است، اما حتّی کوچک‌ترین ذرهٔ مادّه شامل همهٔ عنصرهاست.
به نظر امپدوکلس، ریشه‌های اولیّه همان عناصر اربعه هستند که جاویدانند، ولی ممکن است به نسبت‌های مختلفی با هم آمیخته شوند و مواد مرکبی را که ما در طبیعت می‌بینیم، به وجود آورند. تغییر، تجلّی درآمیختن و جداشدن مواد است. «مهر» عنصرها را به درآمیختن با هم، و «ستیزه» یا «کین» عنصرها را به گسستن دوباره از هم وا می‌دارد. مهر و کین نیز عنصرهایی مادی‌اند.